# Bánkuti András
Bánkuti András (Budapest, 1958. május 17. –) magyar fotóriporter.

## Életpályája
Bánkuti Gábor és Szuskova Jelena gyermeke.
Tanulmányait a MÚOSZ Újságíró Iskolában végezte el.
1978-ban az Új Tükör fotóriportere volt. 1979-1985 között a Magyar Szemle fotósa volt. 1982-től tagja a Fiatal Fotóművészek Stúdiójának. 1985-1992 között a Magyar Hírlap fotórovatvezető-helyettese volt. 1986-tól tagja a Magyar Fotóművészek Szövetségének. 1992-ben a MÚOSZ Fotóriporter Szakosztály titkára volt. 1992-1993 között a Köztársaság fényképésze volt. 1993-1995 között a Reform főmunkatársa volt. 1994-1998 között a Nemzeti Kulturális Alap Fotóművészeti Szakkuratóriuma tagja volt. 1995 óta a HVG rovatvezetője. 1997 óta a Magyar Fotóriporterek Társaságának vezetőségi tagja. 1998 óta a Fotóriporter főszerkesztője. A Magyar Fotográfusok Háza egyik alapítója.

## Művei

### Könyvei
- Győri Balett; Győri Balett, Győr, 1999
- Szélső értékek; Interart Stúdió, Bp., 2003
- Emberek a szovjet világban és az orosz világban; előszó Tatyjana Tolsztaja; Magyar Újságírók Országos Szövetsége, Bp., 2007

### Képei
- Alkony
- Ladányi Andrea az Izzó planéták sminkjében

## Kiállításai
- Puccskísérlet Moszkvában (T. Balogh Lászlóval és Cseke Csillával, 1991)
- Párizs fényei (2002)
- A 30 éves Győri Balett (2010)

## Díjai
- A Sajtófotó Nemzetközi Mestere (1983)
- Interpress fotópályázat nagydíja (1991)
- A sajtófotó-pályázat nagydíja (1993)
- HUNGART ösztöndíj (2007)

## Külső hivatkozások
- Bánkuti András életútja a FotoKlikken Archiválva 2020. szeptember 24-i dátummal a Wayback Machine-ben
- Artportal.hu